# Déforestation du bassin du Congo
La déforestation du bassin du Congo, et en particulier au sein de la république démocratique du Congo qui abrite les deux tiers des massifs forestiers, est un enjeu écologique majeur à la fois sur le plan national et international. Abritant une diversité biologique remarquable et capturant un stock important de carbone, la forêt voit sa surface réduite en raison de l'extension des terres agricoles, de l’exploitation artisanale et industrielle, ainsi que de la construction des routes qui permettent d'en tirer les richesses. En raison de son ampleur, elle risque de bouleverser le changement climatique, menace la vie de nombreuses espèces et conduit à une dégradation des sols, qui à son tour amenuise la productivité agricole. Des politiques environnementales et des associations écologistes luttent pour la préservation de la forêt à différentes échelles.

## Contexte

### Une biodiversité exceptionnelle

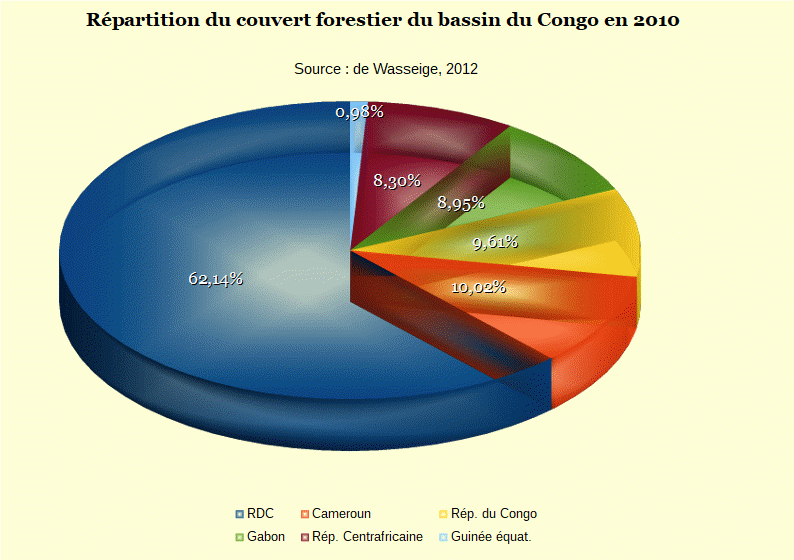

Le Bassin du Congo comprend environ 70% de la couverture forestière de l'Afrique. Sur les 530 millions d'hectares du Bassin du Congo, 300 millions sont couvertes par la forêt constituée à plus de 99% de forêts primaires ou naturellement régénérées, par opposition aux plantations .
La forêt tropicale du bassin du Congo est la plus grande forêt tropicale d'Afrique et la deuxième du monde après le bassin amazonien, avec 300 millions d'hectares contre 800 millions en Amazonie. En 2010, le couvert forestier du bassin se trouve à raison de 62,15 % en république démocratique du Congo, aux alentours de 8 à 10 % pour, dans l'ordre décroissant, le Cameroun, la république du Congo, le Gabon et la République centrafricaine, ainsi que d'approximativement 1 % pour la Guinée équatoriale.
La RDC est l'un des pays les plus riches en flore du continent. Il abrite plus de 10 000 types de plantes, 600 espèces de bois, ainsi que 1 000 espèces d'oiseaux, 280 espèces de reptiles et 400 espèces de mammifères, dont l'éléphant de forêt, le gorille, le buffle des forêts, le bongo et l'okapi .

### État des lieux
Le taux de déforestation net de la région est de 0,09 % entre 1990 et 2000, contre 0,17 % entre 2000 et 2005, ce qui montre une augmentation sensible, bien que les forêts soient encore globalement bien préservées. Un rapport de 1998 expose trois raisons pour expliquer cette proportion relativement basse jusqu'alors : le réseau routier à l'intérieur du pays a progressivement décliné, rendant l'accès aux zones plus éloignées plus difficile, les changements politiques et réglementaires ont découragé les investissements dans le pays et l'agriculture s'est développée en dehors des zones forestières.
La république démocratique du Congo est le pays où le taux est le plus important. De 1990 à 2015, le taux de déforestation en RDC est resté constant à 0,20 % selon l'Organisation des Nations unies pour l'alimentation et l'agriculture, ce qui équivaut à la perte de 311 000 hectares par an. Une publication du CIFOR fournit un taux net qui a doublé entre les deux périodes analysées, passant de 0,11 % entre 1990-2000 à 0,22 % entre 2000-2005.
Le déboisement a augmenté considérablement ces dernières années. La récolte du bois d’œuvre est passée de 3,05 millions de mètres cubes en 1990 à 4,45 millions cubes en 2010 ; le bois de feu est passé de 44,2 millions de mètres cubes à 75,44 millions de mètres cubes par an au cours de la même période . Le plus faible taux de déforestation se trouve au Gabon, parti de 0,02 % entre 1990 et 2000 pour parvenir à l’équilibre de 2000 à 2015.
En 2019, Les données mondiales  publiées par Global Forest Watch, qui est un projet d'observation par satellites et conduit par l'université de Maryland (États-Unis). Ces din6 ont montré que la république démocratique du Congo , le pays qui abrite. près de la moitié de la forêt Africaine, continue à perdre ce capital de la biodiversité à un rythme croissant depuis le début du siècle. Ces données montrent également qu'en 2018, la RDC a enregistré une réduction de la superficie de ses forêts primaires de 481 000 hectares, confirmant son deuxième rang derrière le Brésil et devant l'Indonésie parmi les pays les plus affectés par le recul des écosystèmes arborés. En 15 ans, la RDC a perdu 6% de son couvert  forestier .

## Causes du phénomène
Les facteurs principaux à endiguer selon le Programme des Nations unies pour l'environnement (PNUE) dans l'ordre de priorité la culture sur brûlis, la collecte de bois de feu, l'artisanat non réglementé et l'exploitation forestière, et enfin le développement des infrastructures routières en quatrième place.

### Transformation en terres agricoles
L'expansion des terres destinées à l'agriculture de subsistance représente la cause majeure de la déforestation dans le bassin du Congo, comme l'illustre la migration massive de paysans tchadiens vers le nord du Cameroun et de la République centrafricaine ou la savane du Pool au Congo. Les plantations ont également remplacé le couvert forestier dans le sud-ouest camerounais depuis le début du XXe siècle.
L'agriculture sur brûlis est selon le PNUE le problème le plus urgent lié à la déforestation de la RDC . Ce problème a des racines profondes car une grande partie de la population de la RDC est tributaire de ce type de culture sur brûlis et pluviale pour sa subsistance. La pratique de ce style d'agriculture intensive avec de courtes périodes de repos du sol conduit à sa dégradation et à sa désertification . Elle entraîne une augmentation de l'insécurité alimentaire, et selon les estimations, jusqu'à 70 % de la population de la RDC souffre de malnutrition.
Au fur et à mesure que le sol se dégrade et que la désertification s'intensifie, les agriculteurs sont obligés de se déplacer continuellement plus loin pour trouver de nouvelles terres à cultiver, ce qui répète le processus à nouveau ; ainsi, les agriculteurs exacerbent le défrichement des forêts naturelles. De plus, les pratiques agricoles actuelles sont inefficaces et non durables. Lorsque les agriculteurs s'éloignent vers des terres exploitables, ils augmentent en même temps la distance entre eux et les marchés où ils peuvent vendre leurs produits. Avec presque aucune installation de réfrigération, les pertes après peuvent atteindre jusqu'à 80 % . La dépendance aux aliments importés exerce une pression supplémentaire sur les terres susceptibles d'être défrichées.
Si le fait que l'agriculture soit l'une des causes principales de la déforestation est communément admis ; la mise en cause de la culture sur brûlis en particulier est contestée. C'est plus généralement la progression générale d'une agriculture extensive, y compris de l'élevage, dans tous les pays du bassin du Congo, faiblement productive et mécanisée, qui explique que l'importance de ce secteur comme facteur explicatif de la déforestation.

### Charbon et bois de feu

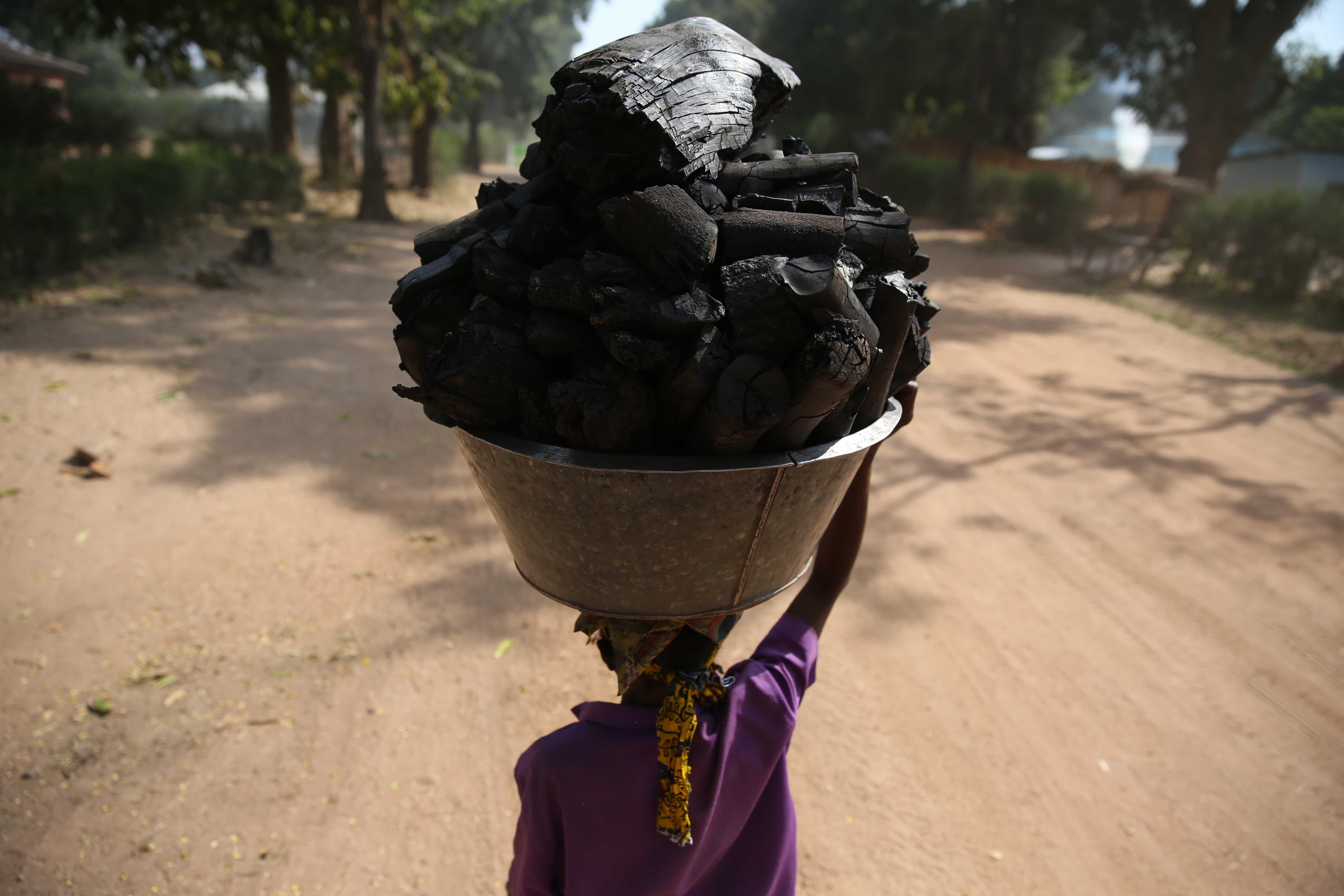
Une femme transporte du charbon de bois à Manono, au Katanga.

La collecte de bois de feu et de charbon de bois a été classée comme un moteur clé de la déforestation. La biomasse est utilisée pour répondre à 95 % des besoins énergétiques de la population de RDC en dépit des richesses naturelles du pays La dépendance énergétique de la population vis-à-vis du bois  crée des cercles déboisés autour des zones urbaines, ce qui à son tour nécessite des excursions de plus en plus longues pour répondre à la demande. La synthèse de l'évaluation environnementale à l'intention des décideurs politiques du Programme des Nations unies pour l'environnement a indiqué qu'environ 89 hectares de forêt étaient perdus chaque jour en raison de la récolte illégale de bois de feu après la deuxième guerre du Congo. On estime que 72 millions de m3 de bois de feu et de charbon de bois sont produits chaque année.
Le charbon de bois, ou makala en lingala, est plus difficile à produire mais constitue une source d'énergie majeure en RDC. Bien qu'il soit pratiquement gratuit d'utiliser le bois de feu comme source d'énergie, le charbon de bois gagne en popularité  en raison de plusieurs avantages. Il a un pouvoir calorifique supérieur par unité de poids (31,8 MJ/kg) par rapport au bois de feu(16 MJ par kg); et le charbon de bois, plus petit, est plus facile à stocker. Le charbon de bois n'est pas susceptible d'être détérioré par des champignons ou des insectes xylophages. Avec ces avantages, le charbon de bois est particulièrement populaire dans les villes. Cependant, même dans les zones rurales de Goma, au Nord-Kivu par exemple, le charbon de bois est également largement utilisé. En moyenne, chaque personne y utilise 1 à 1,6 mètre cube de bois de feu et 80 à 95 kg de charbon de bois par an.
Quelles que soient les finalités, commerciales ou domestiques, le bois et le charbon de bois sont principalement collectés par les femmes et les enfants dans la plupart des régions d'Afrique. Le prix du charbon de bois augmente surtout dans les grandes villes, comme Kinshasa, car de grandes quantités de forêt sont déboisées à proximité de la ville et le coût du transport augmente à mesure que la distance des sources de bois est plus éloignée.

### Infrastructures et réseau routier
La croissance économique et/ou démographique génère une demande croissante en infrastructures nécessitant un recul de la forêt, notamment dans le domaine du transport et de l’énergie. Le développement du pays a ainsi entraîné des travaux pour désenclaver des régions enclavées en Guinée équatoriale.
L'exploitation minière et sylvicole favorisent un facteur secondaire de la déforestation, la construction de routes. Les sociétés d'exploitation forestière construisent de nouvelles voies d'accès dans des zones auparavant inaccessibles, ce qui facilite la conversion des forêts exploitées en terres agricoles.

### Abattage artisanal et industriel

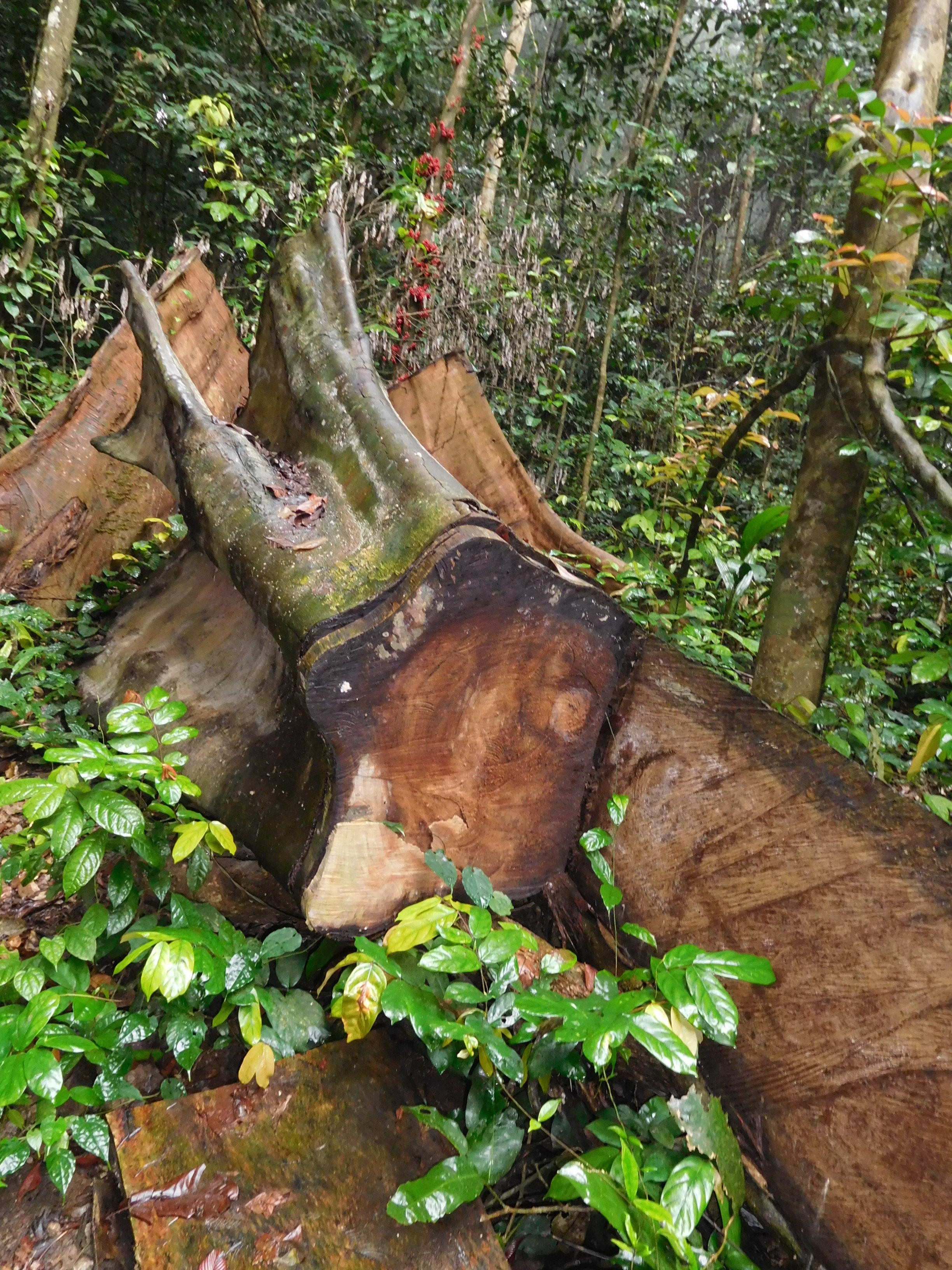
Coupe d'arbre au Cameroun.

#### Une production artisanale à des fins domestiques ou destinée au marché intérieur
Le sciage artisanal dans le bassin a surtout été étudié en République démocratique du Congo et au Cameroun. Dans ce dernier pays comme dans le reste de la région, le sciage s'effectue principalement de manière informelle. En 2009, le volume de production atteint 715 000 m3, soit plus du double du secteur industriel.
L'exploitation forestière artisanale en RDC s'effectue en dehors des concessions accordées par le gouvernement.. On estime que l'exploitation artisanale non réglementée et à petite échelle représente 75 % du total des exportations de bois du pays et se produit à un taux de 5 à 8 fois supérieur à l'exploitation industrielle. Cependant, cette pratique est encore inférieure à la quantité totale de bois récoltée chaque année pour la production de bois de feu et de charbon de bois, ce qui représente une quantité 30 fois supérieure à l'exploitation forestière artisanale. Il existe trois types de codes forestiers en RDC : les institutions publiques, les forêts privées et les forêts communautaires. L'exploitation forestière artisanale a lieu dans les zones communautaires.
Les forêts communautaires en RDC appartiennent à des chefs de communauté ou à des propriétaires qui ont le pouvoir d'accorder une exploitation forestière à petite échelle qui n'est pas réglementée par le gouvernement. Beaucoup de ces forêts sont situées dans la partie nord-est de la RDC. L'exploitation artisanale est rentable mais elle est se pratique souvent de manière clandestine. Cependant, la corruption au sein du gouvernement local permet à celle-ci de continuer.
Pour effectuer l'exploitation forestière artisanale légalement, le bûcheron doit obtenir un permis de l'administration locale. Avec l'approbation du chef de la communauté, les bûcherons peuvent obtenir un permis ; avec l'obligation de signaler la récolte aux techniciens forestiers locaux. Ces bureaux forestiers locaux sont considérés comme l'organisme approprié pour approuver les permis alors qu'ils n'ont pas la capacité de réaliser l'inventaire et la cartographie des forêts. Étant donné que le code forestier ne dispose pas de mécanisme complet pour arrêter ces activités, les bûcherons continuent d'acheter des droits d'exploitation forestière à la communauté locale.
Si l'exploitation forestière artisanale fournit à court terme des revenus à la communauté, elle n'améliore finalement pas les conditions de vie locales. Les revenus ne compensent par la perte des ressources naturelles. Puisqu'il n'y a pas de mécanisme de surveillance, les bûcherons déclarent des quantités inférieures à la réalité afin de payer moins d'impôts au gouvernement local. Certains bûcherons coupent un arbre dans les bois et laissent le reste intact pour imiter les perturbations naturelles. Pour améliorer la situation, le gouvernement de la RDC a besoin d'un meilleur suivi et d'un meilleur code forestier pour gérer l'activité forestière.

#### Commerce illicite des concessions forestières industrielles

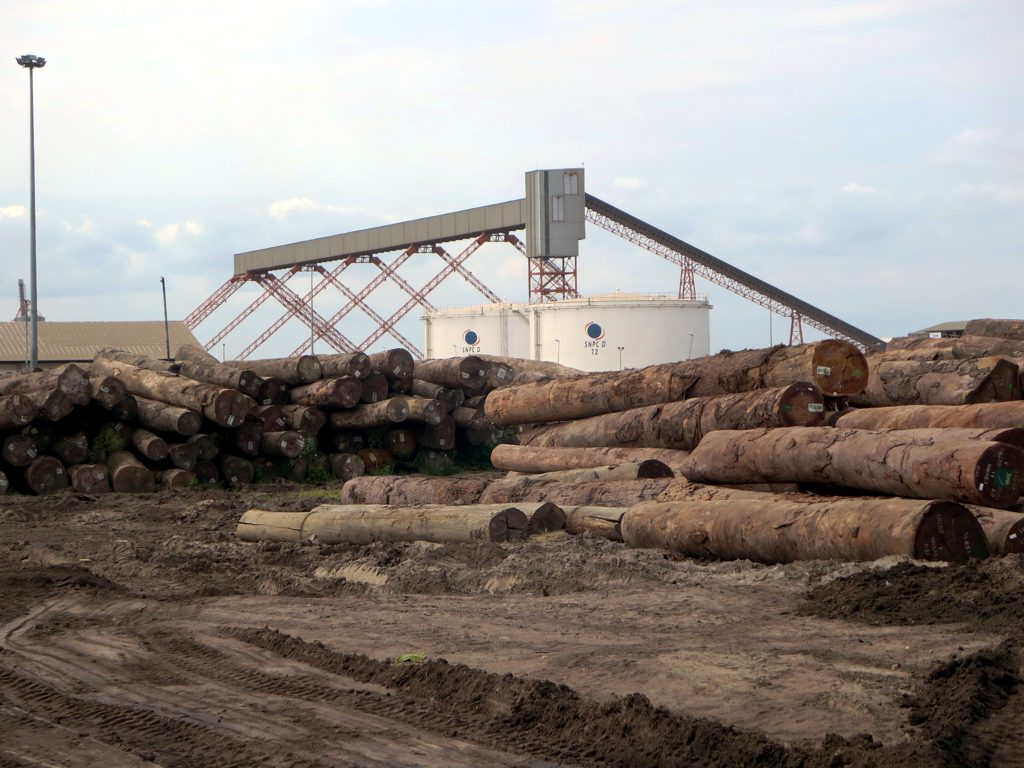
Bois tropicaux au port de Pointe-Noire.

Les deux principaux pays producteurs de grumes sur les deux décennies sont le Gabon et le Cameroun, ainsi que le Congo dans une moindre mesure. Ce sont dans ces trois pays que l'industrie forestière est l'une des causes principales de la déforestation.
L'exploitation forestière industrielle a eu un impact direct moindre sur la destruction des forêts en RDC ces dernières années en raison de l'effondrement des marchés locaux au début des années 1990. Cependant, elle a des effets indirects importants en raison de la construction de routes. L'effondrement de l'industrie forestière dans les années 90 a transformé l'industrie en une exploitation forestière sélective où seuls de très grands arbres de grande valeur sont extraits pour l'exportation.
Un rapport de l'association Global Witness issu des travaux des observateurs mandatés par le gouvernement congolais et des organisations de la société civile met en cause le rôle des industries forestières tournées vers l’exportation dans la déforestation, au même titre que l’exploitation artisanale. Les concessions forestières visitées entre 2011 et 2014 montrent des irrégularités environnementales et sociales, comme le non-respect des zones et des quotas prévus pour le déboisement.
En 2014, 65 % des exportations de bois de la RDC sont allés vers la Chine, 12 % vers la France, 5,3 % vers le Portugal et 3,4 % vers le Vietnâm, sur un total de 113 536,4 tonnes. L’Union européenne dans son ensemble représente un peu plus de 21 % des exportations directes de bois en provenance de ce pays.
Le commerce illicite des concessions forestières industrielles a connu son dernier rebondissement en Avril 2019 avec les révélations  de l'ONG  Global Witness, impliquant  parmi les bénéficiaires un des plus gradés le général Gabriel Amisi dit "Tango fort* et ayant fait l'objet des sanctions de la part de l'Union Européenne  et des États-Unis  pour des violations des droits de l'homme dans la répression des manifestations.
En moins d'un an, le général, par le biais de ses avocats  dément les accusations étayées par l'ONG Global Witness, aurait acquis  via la société familiale Maniema Union 2 depuis revendue à l'opérateur chinois Wan Peng International une superficie de 36 700 Km2, qui comparable à celle de Pays-Bas  et équivalent  à peu près d'un quart des forêts individuelles  en RDC. Une telle transaction n'aurait pas été possible sans l'implication de l'ancien ministre de l'Environnement, Amy Ambatobe, qui a quitté son poste après avoir été élu député du Sud-Kivu .

## Conséquences écologiques et sociales

### Changement climatique
La déforestation participe au changement climatique par la libération des gaz à effet de serre et par le bouleversement des écosystèmes, en l'occurrence la raréfaction des précipitations. La forêt tropicale contient de grandes quantités de carbone avec ses écosystèmes complexes et robustes. En combinant le carbone aérien, le carbone organique dans le sol et le ratio plante/racine, le stock de carbone du bassin du Congo est estimé à 46.016 millions de tonnes.
Le projet de recherches REDD-PAC lancé par la Commission des forêts d'Afrique centrale, l'Institut international pour l'analyse des systèmes appliqués et le Centre de surveillance de la conservation de la nature a adapté un modèle économique d’utilisation des terres, le GLOBIOM (pour Global Biosphere Management Model) au bassin du Congo. La conclusion du rapport pour la république du Congo évalue entre 425 000 et 697 000 hectares de défrichés entre 2010 et 2030, principalement en raison de l’expansion de la culture du manioc et de l’arachide, des jachères associées, ainsi que dans une moindre mesure du palmier à huile.
Un scénario de maintien du statu quo (BAU, pour buisness as usual) du développement en RDC, s'appuyant sur les tendances actuelles de développement démographique et socio-économique, prévoit de 12 à 13 de millions d'hectares d'ici 2030 déforestés et de 21 à 22 millions hectares dégradés, ce qui générerait de  390 à 400 million de tonnes de CO2 d'ici 2030, ce qui représente une croissance annuelle de 3 à 4 % entre 2010 et 2030.
L'effet d'une hausse du CO2 et de la température sur le devenir de la forêt reste incertain : une élévation du carbone atmosphérique favorise la croissance des arbres mais un réchauffement significatif constitue une nuisance. Les études d'impact laissent supposer une diminution de leur croissance et une hausse du carbone dans l'écosystème.
Le remplacement généralisé de la végétation des forêts tropicales humides par des savanes herbeuses risque également de diminuer les précipitations, en particulier dans le sud du pays. La disparition du couvert forestier pourrait entraîner une baisse de l'évapotranspiration au niveau local, donc de la quantité d'eau disponible pour les moussons ; ainsi qu'un réchauffement compris entre 2 et 4 degrés au niveau régional.

### Érosion des sols
Le recul du couvert végétal conduit à une dégradation de la qualité des sols, même s'il ne constitue pas le seul facteur explicatif. La région des Grands Lacs africains présente plusieurs éléments biochimiques et socio-économiques favorables à la surexploitation agricole : la haute densité démographique, les fortes pentes combinées à une pluviométrie abondante, l'insuffisante période de jachère et le manque d'amendements propices à la fertilisation.
La déforestation amenuise la protection contre les énergies solaire, pluviale et éolienne, produisant un décapage de la surface qui tend à diminuer les éléments nutritifs du sol. Les évaluations sont cependant souvent effectuées dans des parcelles et il reste difficile d'avoir une appréhension globale du phénomène. La libération du silicium biogénique des phytolithes piégé par les sols forestiers, qui représente par exemple de 0,20 à 0,26 % du poids de sol sec des 30 cm supérieurs de la surface de la forêt équatoriale du Mayombe au Congo, contribue à modifier la pédogenèse et l’hydrochimie des nappes.
Le Sud-Kivu est l'une des régions d'Afrique centrale marquée par cette dégradation. Une étude réalisée auprès de 720 agriculteurs de la dorsale du Kivu montre une situation préoccupante de l'état des sols pour un tiers d'entre eux. Le billonnage et le choix de certaines cultures (comme le café et le manioc) chez les ménages les plus pauvres ne pouvant pas investir pour améliorer les techniques agricoles semblent être les principales causes de cette situation. Néanmoins, l'état de la déforestation dans la région de Lwiro constitue un facteur de risque aggravant, le ruissellement sur du sol compacté provoquant occasionnellement des crues soudaines et violentes, notamment dans les environs de  Bugorhe et d'Irhambi .